# 梅根·羅森布魯姆
梅根·柯伦·羅森布魯姆（1981年—）是美國圖書館管理員，也是人皮書專家，人皮書顧名思義是指用人皮來裝訂的書籍。羅森布魯姆是 「人皮書計劃」的團隊成員之一，該計劃主要會利用科學的方法對利用皮膚裝訂的書籍進行鑑定，以確定其來源是否為人類。

## 生平及教育
羅森布魯姆出生在费城一个工人阶级的爱尔兰天主教家庭，她从小就被「黑暗的东西」所吸引。2008年，她在費城醫學院的馬特博物館里闲逛时，除了發現爱因斯坦的大脑和約翰·威爾克斯·布思的一块脊椎骨，她還發現一箱人皮書，上面的說明文字表示它们是由人的皮肤制成的，這些書是由19世纪的医生製作的，他们希望给自己的收藏品带来一种特殊的感觉，這個發現也激發出她特殊的好奇心，決定探索並揭發人皮書的故事。
2004 年，羅森布魯姆在德雷塞尔大学獲得新聞學學士學位，並於2008年在匹茲堡大學獲得圖書資訊學的碩士學位。

## 职业
羅森布魯姆目前擔任加州大学洛杉矶分校图书馆的馆藏策略管理员，負責監督圖書館採購預算，同時也是南加州医学史协会的主席。過去她曾在南加州大学诺里斯医学图书馆擔任多年的图书馆館员，以及《医学图书馆协会期刊》的訃聞编辑，除了圖書館相關工作，她過去也曾擔任新聞工作者。
羅森布魯姆藉由她的图书馆工作获得了大量关于死亡的医学书籍，這些書籍不僅古老且稀有。於是她开始进行一些公开的演讲，主要是將医学演進的历史与無名屍的使用結合在一起作為她演講的內容，在這個過程中她遇到了凯特琳·道蒂，於是他们一起策划了名為「死亡沙龙」的活動（Death Salon）的活动，这也是道蒂所創立的組織「The Order of the Good Death」的活动部門，人们可以在那里与他人进行死亡相關議題的對話和討論。自2013年以来几乎每年都会舉辦死亡沙龙，它既是私人團體的業務範疇也是開放給大家的公共活动。罗森布鲁姆是「正向死亡運動」（Death Positive Movement）的擁護人，她认为，越是去否认死亡的必然性，当死亡发生在他们的生活中时，人们心理所受到的破坏就越多。
羅森布魯姆作为人皮書計劃的成员，她和她的同事包括分析化学家丹尼爾·柯比（Daniel Kirby）、化学系教授理查德·哈克（Richard Hark）和馬特博物館館長（Anna Dhody）一起利用胜肽質量指紋圖譜来確認書籍上用於装订的封皮材料是否来自於人类。 她同時也是推廣团队的一员，試圖說服世界各地的圖書館對其收藏的被认为是用人皮装订的书籍进行科學测试，他们希望利用这些数据创建出一个权威性的人皮書清單，因为目前世界上还没有此類的清单。

## 著作

### 書籍
- 《暗黑檔案：圖書館員對人皮書科學與歷史的調查》（2020年）